# Aloe virginica
Aloe virginica é uma espécie de liliopsida do gênero Aloe, pertencente à família Asphodelaceae.